# Токари (Пермский край)
Токари — село в Очёрском городском округе Пермского края России.

## История
До 2019 года входило в состав ныне упразднённого Кипринского сельского поселения Очёрского района.

## География
Село находится в юго-западной части края, в пределах денудационной Предуральской равнины, вблизи истока реки Нюрты, на расстоянии приблизительно 23 километров (по прямой) к западу-северо-западу (WNW) от города Очёра, административного центра округа. Абсолютная высота — 287 метров над уровнем моря.
Климат
Климат характеризуется как континентальный, с морозной продолжительной зимой и коротким тёплым летом. Средняя многолетняя температура самого холодного месяца (января) составляет −15,5 °С (абсолютный минимум — −38 °С), температура самого тёплого (июля) — 17,5 °С (абсолютный максимум — 37 °С). Продолжительность безморозного периода — 115 дней. Среднегодовое количество осадков — 441 мм.

## Население
| 2010 |
| ---- |
| 130  |

Половой состав
По данным Всероссийской переписи населения 2010 года в половой структуре населения мужчины составляли 45,4 %, женщины — соответственно 54,6 %.
Национальный состав
Согласно результатам переписи 2002 года, в национальной структуре населения русские составляли 93 % из 225 чел.